# Marija Guadalupe Garcia Zavala
Marija Guadalupe Garcia Zavala (Zapopan, 27. travnja 1878. – Guadalajara, 24. lipnja 1963.), meksička redovnica, katolička svetica, suutemeljiteljica "Kongregacije služavki svete Margarete Marije Alacoque i siromaha".

## Životopis
Rođena je 27. travnja 1878. u Zapopanu od oca Fortino García i majke Refugio de García Zavala. Imala je posebnu pobožnost prema Gospi Zapopanskoj. Njezin otac je bio vjerski trgovine trgovac. Njegova prodavaonica je bila smještena ispred bazilike Gospe Zapopanske. Iako je u početku planirano da se uda za Gustava Arreola, ona je raskinula zaruke jer je osjetila poziv za redovnički život.
Radila je kao medicinska sestra u bolnici. Posvećujući se siromašnima, potrebitima i bolesnima, zajedno sa svećenikom Ciprianom Iñiguezom osnovala je redovničku zajednicu "Kongregaciju služavki svete Margarete Marije Alacoque i siromaha". Makar je bila zaručena i planirala se vjenčati zbog duhovnog poziva postala je redovnica. Uzela je redovničko ime Lupita. Tijekom Meksičke revolucije skrivala je progonjene svećenike. Njezin moto bio je predati se u ljubavi i ustrajati do smrti.
Umrla je u dobi od 85 godina.
Papa Ivan Pavao II. proglasio ju je blaženom 25. travnja 2004. na Trgu svetoga Petra u Vatikanu. Dana 20. prosinca 2012., papa Benedikt XVI. potpisao je uredbu kojom se odobrava njena kanonizacija, a 12. svibnja 2013., papa Franjo proglasio ju je svetom prilikom prvoga proglašenja svetaca u njegovom pontifikatu.